# Elaterosoma longissimum
Elaterosoma longissimum är en skalbaggsart som beskrevs av Friedrich F. Tippmann 1953. Elaterosoma longissimum ingår i släktet Elaterosoma och familjen långhorningar.
Artens utbredningsområde är Venezuela. Inga underarter finns listade i Catalogue of Life.